# Vysjni Volotsjok
Vysjni Volotsjok (Russisch: Вышний Волочёк) is een stad in de Russische oblast Tver. Het is de hoofdplaats van het gelijknamige bestuurlijke rayon. De stad heeft rond de 58.000 inwoners.
Vysjni Volotsjok ligt 119 kilometer ten noordwesten van Tver, op de noordoostelijke rand van de Waldajhoogte, tussen de rivieren Tvertsa en Tsna, op de grens van de stroomgebieden van de Wolga en de Oostzee.
De eerste schriftelijke vermelding dateert uit 1471. Tussen 1703 en 1722, onder Peter de Grote, werd er, om het transport te bevorderen, een kanaal tussen beide rivieren aangelegd. In 1770 kreeg de stad stadstatus. Nog weer later kreeg de economie van de stad een verdere impuls toen er een rechtstreekse straatweg tussen Moskou en Sint-Petersburg werd aangelegd. Vysjni Volotsjok werd vanaf dat moment een belangrijk centrum voor de textielindustrie. Later is de straatweg opgewaardeerd tot de federale autoweg M-10.
De componist Sergej Koesevitski (1874-1951) is in Vysjni Volotsjok geboren.
Bestuurlijk centrum: Tver 

Andreapol · Bezjetsk · Bely · Bologoje · Kasjin · Kaljazin · Kimry · Konakovo · Krasny Cholm · Koevsjinovo · Lichoslavl · Nelidovo · Oedomlja · Ostasjkov · Rzjev · Staritsa · Torzjok · Toropets · Vesjegonsk · Vysjni Volotsjok · Zapadnaja Dvina · Zoebtsov